# Provincia de Arequipa
La provincia de Arequipa es una de las ocho que conforman el departamento de Arequipa en el sur del Perú. Es la segunda provincia más poblada del país y concentra al 75 % de la población del departamento. Su capital es la ciudad de Arequipa. Limita por el norte con la provincia de Caylloma, por el este con el departamento de Puno y el departamento de Moquegua, por el sur con la provincia de Islay y por el oeste con la provincia de Camaná.

## Historia
Se crea por decreto del generalísimo José de San Martín, el 4 de agosto de 1821, como parte del departamento de Arequipa, sobre el territorio de la antigua Intendencia de Arequipa.

## Distritos

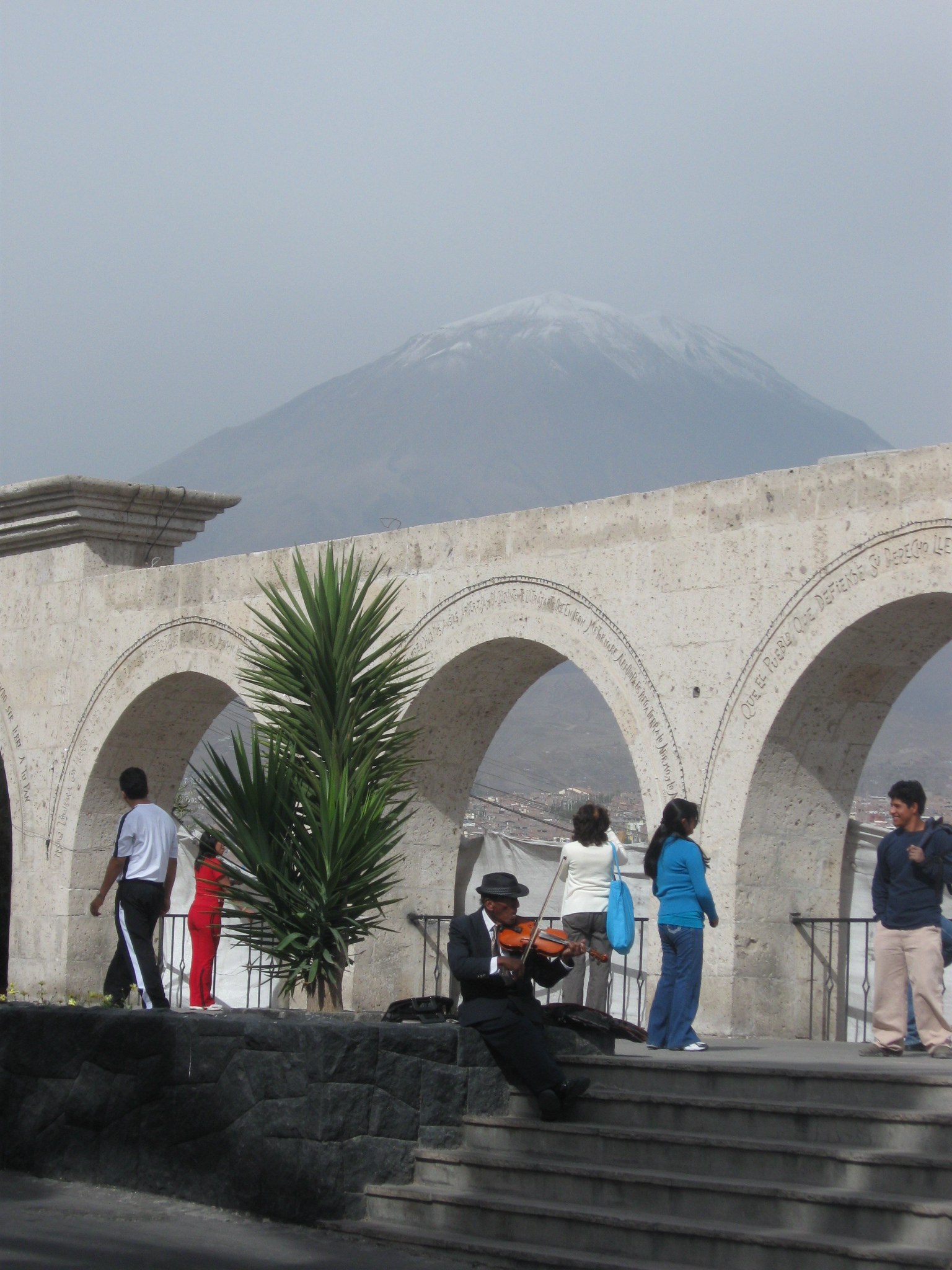
Mirador de Yanahuara, barrio tradicional de Arequipa. Al fondo, el volcán Misti.

Mapa distrital de la provincia (ampliar para ver detalles)

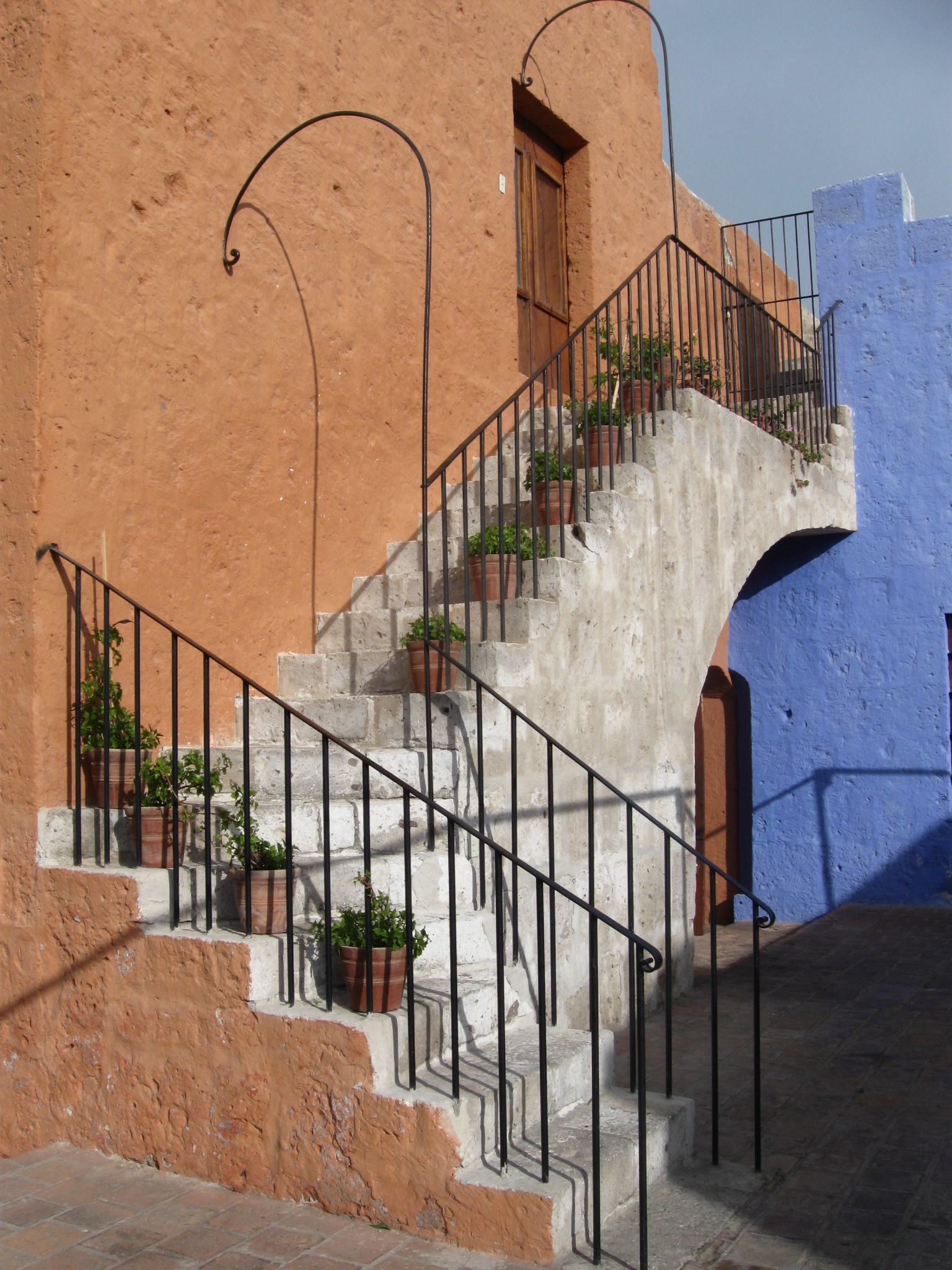
Arquitectura arequipeña

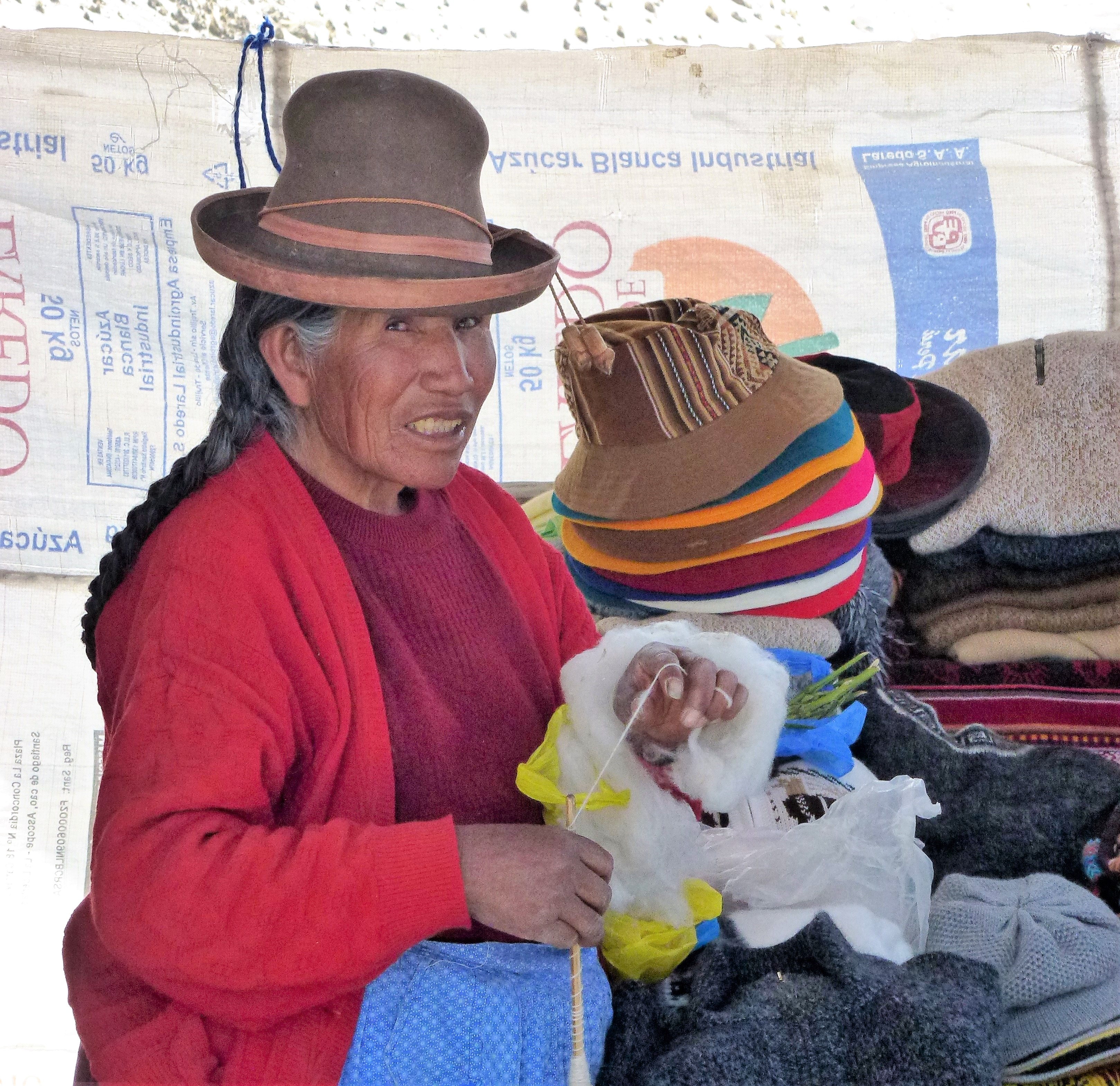
Mujer hilando en la Reserva Nacional Salinas y Aguada Blanca

Al año 2020, la provincia de Arequipa tiene una población de 1 175 765 habitantes, según el INEI.
La provincia de Arequipa tiene una extensión de 10 430,12 km² y se encuentra dividida en 29 distritos.
| Pos   | Distrito                      | Población (2020) |
| ----- | ----------------------------- | ---------------- |
| 1     | Arequipa                      | 54 400           |
| 2     | Alto Selva Alegre             | 88 537           |
| 3     | Cayma                         | 103 140          |
| 4     | Cerro Colorado                | 229 142          |
| 5     | Characato                     | 16 263           |
| 6     | Chiguata                      | 3112             |
| 7     | Jacobo Hunter                 | 51 848           |
| 8     | José Luis Bustamante y Rivero | 82 642           |
| 9     | La Joya                       | 38 103           |
| 10    | Mariano Melgar                | 64 442           |
| 11    | Miraflores                    | 63 632           |
| 12    | Mollebaya                     | 6998             |
| 13    | Paucarpata                    | 134 099          |
| 14    | Pocsi                         | 447              |
| 15    | Polobaya                      | 797              |
| 16    | Quequeña                      | 6977             |
| 17    | Sabandía                      | 4544             |
| 18    | Sachaca                       | 27 038           |
| 19    | San Juan de Siguas            | 561              |
| 20    | San Juan de Tarucani          | 1299             |
| 21    | Santa Isabel de Siguas        | 650              |
| 22    | Santa Rita de Siguas          | 7478             |
| 23    | Socabaya                      | 80 977           |
| 24    | Tiabaya                       | 17 023           |
| 25    | Uchumayo                      | 16 195           |
| 26    | Vitor                         | 4506             |
| 27    | Yanahuara                     | 26 354           |
| 28    | Yarabamba                     | 1528             |
| 29    | Yura                          | 43 033           |
| Total | Total                         | 1 175 765        |

## Capital
La capital de la provincia es el distrito de Arequipa, ubicada a 2328 m s. n. m., la parte más baja de la ciudad se encuentra a una altitud de 2041 m s. n. m. en el Huayco, Uchumayo, y la más alta se localiza a los 2810 m s. n. m. atravesado por el río Chili de norte a suroeste.

## Autoridades

### Regionales
- Consejeros regionales
  - 2019-2022[2]

  1. Harberth Raúl Zúñiga Herrera (Arequipa Renace)
  2. Herlyn Ysrael Zúñiga Yáñez (Arequipa Transformación)
  3. José Luis Hancco Mamani (Juntos por el Desarrollo de Arequipa)
  4. Kimmerlee Keily Gutiérrez Canahuire (Arequipa-Unidos por el Gran Cambio)

### Municipales
- 2019-2022[2]
  - Alcalde: Omar Julio Candia Aguilar, de Arequipa Renace.
  - Regidores:

  1. Ángel Anastacio Linares Portilla (Arequipa Renace)
  2. Shirley Elba Alcocer Pauca (Arequipa Renace)
  3. Daniel Esteban Muñoz Lazo (Arequipa Renace)
  4. Exequiel Moisés Medina Lazo (Arequipa Renace)
  5. Julio Rolando Bernal Gordillo (Arequipa Renace)
  6. Manuel Wily Jano Huallpa (Arequipa Renace)
  7. Cynthia Karen Díaz Suni (Arequipa Renace)
  8. Carlos Enrique Sánchez Salinas (Arequipa Renace)
  9. Óscar Miguel Cervantes Bedregal (Arequipa Renace)
  10. Christian Lenin Batallanos Quispe (Juntos por el Desarrollo de Arequipa)
  11. Ingrid Natty Carpio Pérez (Juntos por el Desarrollo de Arequipa)
  12. Tomas Salomón Delgado López (Arequipa-Unidos por el Gran Cambio)
  13. Pedro Santos Quispe Cornejo (Arequipa-Unidos por el Gran Cambio)
  14. Luis Roberto Gamero Juárez (Fuerza Arequipeña)
  15. Jorge Alberto Condori Pacheco (Movimiento Regional Arequipa Avancemos)

### Militares
- Ejército del Perú: Comandante general de la III División de Ejército
- Marina de Guerra del Perú: Comandante de la III Zona Naval
- Fuerza Aérea del Perú: Comandante general del Ala Aérea n.º 3

### Policiales
- Director de la Región Policial Sur-Arequipa: General PNP Luis Alberto Fajardo Castillo

## Símbolos

### Himno
El himno a Arequipa fue escrito por Emilio Pardo del Valle.

#### Emilio Pardo del Valle
Emilio Pardo del Valle nació en Arequipa, fue miembro del Grupo Sur en Arequipa, con Luis de la Jara, Vladimiro Bermejo y Ernesto More. Formó también parte del Grupo Arequepay junto con Domingo Pantigozo, Manuel Gallegos Sanz, Guillermo Mercado, M. Martínez Málaga, Benigno Ballón Farfán, Víctor Mendivil.
Desde 1948 fue miembro de la Asociación de Escritores, Poetas y Artistas de América Latina, publicó un libro de poemas dedicado a Arequipa titulado Bioestro y Estro. Dejó inédito un trabajo científico sobre la estructura atómica.
Cabe mencionar que la Municipalidad Provincial de Arequipa organizó un concurso al acercarse el IV centenario de la fundación española de Arequipa. La convocatoria la realizó el exalcalde Julio Ernesto Portugal, quien, durante la sesión de concejo del 23 de noviembre de 1939, propuso el concurso para la creación de la letra y música del himno del IV centenario, y para la elaboración de la historia de la ciudad con características pedagógicas. Vencidos los plazos, el concurso de la letra del himno fue ganado por Emilio Pardo del Valle, quien recibió el premio correspondiente el 14 de mayo de 1940. Posteriormente, el 25 de junio de ese año, se convoca a concurso para la música del himno del cuatrocientos, que ganó el reconocido director de orquesta Aurelio Díaz Espinoza. A partir del cuatricentenario, se interpreta el nuevo himno de Arequipa, que está compuesto de un coro y cinco estrofas, y que se mantiene hasta la fecha.

## Festividades
- Mayo: Virgen de Chapi
- 15 de agosto: Aniversario de su fundación española